# يو يو هوني سينج
يو يو هوني سينج (بالإنجليزية: Yo Yo Honey Singh)‏ (ولد في 15 مارس 1983) هو مطرب و ممثل ومخرج هندي. حاليا، هو واحد من أكثر الفنانين أجرا في صناعة الموسيقى الهندية.

## وصلات خارجية
- الموقع الرسمي
- يو يو هوني سينج على موقع IMDb (الإنجليزية)
- يو يو هوني سينج على موقع ألو سيني (الفرنسية)
- يو يو هوني سينج على موقع ميوزك برينز (الإنجليزية)
- يو يو هوني سينج على موقع ديسكوغز (الإنجليزية)
- يو يو هوني سينج على موقع قاعدة بيانات الفيلم (الإنجليزية)